# Étienne Bach
Étienne Bach (12 septembre 1892 - 27 février 1986) est une personnalité protestante française qui a partagé sa vie active entre une carrière militaire, une carrière pastorale,  et l'animation d'un mouvement international pour la paix qu'il crée en 1923 sous l'appellation "les Chevaliers du Prince de la Paix". Pendant la Seconde Guerre mondiale, il a également été résistant et engagé dans le sauvetage des juifs persécutés.  

## Biographie

### Enfance et formation
Étienne Pierre Bach est né le 12 septembre 1892 à Lunéville, aîné des cinq enfants du pasteur Jacques Bach et de son épouse née Thérèse Cuénod, issue d'une vieille famille protestante de Lausanne. La famille paternelle était alsacienne, avec un certain nombre d'ancêtres allemands, mais les Bach avaient opté pour la France en 1871. Le jeune Étienne Bach étudie d'abord à Lyon, puis commence des études de théologie protestante à Paris, qui sont interrompues par son appel sous les drapeaux en 1912.

### Première Guerre mondiale
Pendant la Première Guerre mondiale, il est blessé trois fois, la première fois à Foucaucourt-en-Santerre dans la Somme alors qu'il est sous-lieutenant au 22e régiment d'infanterie. En 1915, pendant sa convalescence, il épouse la Française Isabelle Morin-Pons. Revenu au service actif le 25 janvier 1916, il est à nouveau blessé le 28 février 1916 dans le secteur de la ferme Navarin, dans la Marne. Pendant son séjour à l'hôpital, il apprend la naissance de ses filles jumelles France et Françoise le 2 mars , mais également la mort de son épouse Isabelle le 7 avril  à Lyon. Malheureusement, les deux enfants la suivent dans la tombe peu après. Ces décès qu'Étienne Bach impute aux Allemands font de lui un homme dur et anti-allemand. Il reprend le combat le 16 novembre 1916, affecté au GQG, puis, le 10 février 1917, à la Mission Militaire Française auprès de l'Armée Belge.  Touché par un éclat d'obus le 17 juillet 1917, devant Dixmude, il est soigné à l'hôpital de La Panne et cité à l'ordre de la Mission militaire pour avoir "avec simplicité et crânerie" mené à bien sa mission sous un bombardement d'artillerie après avoir été blessé légèrement à l'épaule. Il reste dans l'armée en 1918 et, en 1919, il épouse Jeanne Cornellie, une infirmière belge qui l'avait soigné pendant à La Panne et qui lui donnera quatre enfants. En 1921, participant à l'occupation de la Rhénanie en application du traité de Versailles, il est détaché à Trèves, ce qui lui donne l'occasion d'approcher des institutions protestantes allemandes telles que la Stadtmission (de) (une œuvre de style mission populaire), mais il reste peu sensible aux témoignages de réconciliation franco-allemande dont il peut être le témoin. Il s'assouplit néanmoins suffisamment pour devenir ami avec un ancien combattant allemand blessé devenu aveugle dans les tranchées.
En janvier 1923, les gouvernements français et belge décident l'occupation unilatérale de la Ruhr en raison des retards de paiement des dommages de guerre par l'Allemagne. Cette occupation ne va pas sans provoquer des réactions de résistance de la part de la population allemande dans la région occupée. Étienne Bach est alors affecté à la supervision de la ville de Datteln, où il cherche de nouveau à entrer en contact avec des groupes et institutions protestantes.

### La "communion de Datteln" (1923)
En 1923, il participe, à l'occasion du Vendredi Saint à un culte à l'église protestante de Datteln, ville où il se trouve dans le cadre de ses fonctions au sein des troupes d'occupation. Il communie aux côtés de Karl Wille, qui est son interlocuteur allemand pour les questions d'administration du territoire de Datteln. Cette proximité dans ce moment particulier change son regard sur les Allemands et sur la guerre. Les deux hommes se serrent la main en promettant de s'accepter mutuellement comme chrétiens. En parlant de cette rencontre, Étienne Bach disait : "J'ai compris que la puissance du Christ peut tout exiger d'une personne. À partir de ce jour-là, il y a eu la paix entre nous et toute la ville a pu le ressentir."
Cette nouvelle attitude fondée sur une théologie de la paix le conduit, lors d'une manifestation à Gelsenkirchen en juin 1923, de refuser un ordre de tir et de convaincre les manifestants de se retirer sans violence. Il fait aussi distribuer du pain pris dans les réserves de l'armée française à la population privée de tout. Il devient le négociateur de référence entre les autorités d’occupation et la population dans les grands centres de Recklinghausen et Gelsenkirchen.
Promu capitaine le 23 décembre 1924, il prend ensuite trois ans de congé sans solde pour terminer ses études de théologie protestante. Il est rayé des cadres de l'Armée le 10 février 1928.

### Les "Chevaliers du Prince de la Paix"
À la suite de son expérience transformatrice de Datteln, Étienne Bach fonde en 1923 un mouvement pour la paix et la compréhension franco-allemande qu'il nomme "les Chevaliers du Prince de la Paix". Il lance alors de multiples actions en faveur de la réconciliation et de la paix : il écrit, et publie notamment le Bulletin des Chevaliers de la Paix, il organise des conférences internationales en France, en Belgique, en Allemagne et en Suisse, donne de nombreuses conférences dans lesquelles il promeut activement une réconciliation franco-allemande, enfin il ouvre à partir de 1929 un Centre de rencontres internationales dans une maison mise à sa disposition par des sympathisants (la famille de Montmollin) à la Brocarderie dans le Val de Ruz, près de Neuchâtel, où l'on pouvait accueillir une soixantaine de participants. Il travaille avec la commission jeunesse de la Fédération mondiale pour le travail d'amitié des Églises. En juillet 1929 et en février 1932, il donne ainsi des conférences sur le plateau du Chambon-sur-Lignon, où il se lie avec Théodore de Félice. 
Le nombre d'adhérents du mouvement augmente rapidement : selon les publications du mouvement, ils ont été jusqu'à 200 000. Le Bulletin fut également un succès : 2500 abonnés s'y abonnèrent dès 1928. 148 bulletins furent publiés à la fin de 1939,,,.
En 1933, les membres du mouvement ont apporté un soutien financier à des familles pauvres en Allemagne et en France.
La plupart des activités doivent être interrompues à partir de 1936, le Reich hitlérien interdisant aux jeunes Allemands de participer à de telles activités. L'objectif même du mouvement, à savoir la réconciliation franco-allemande, ne peut dès lors plus être poursuivi.
Étienne Bach revient alors à sa vocation pastorale et pose en 1937 sa candidature au poste pastoral d'Annemasse. Il est élu et nommé suffragant puisqu'il faut encore qu’il termine ses études de théologie.

### Deuxième Guerre mondiale
Le 22 août 1939, il est rappelé sous les drapeaux et est affecté à la 189e batterie d'artillerie de forteresse (ou 189e BAF). Démobilisé après la défaite de 1940, il est de retour à Annemasse en 1941, où Conseil presbytéral reconnaît ses diplômes de théologie, et l'accepte comme à pasteur titulaire de l'église Réformée de France d'Annemasse.
En 1942, le pasteur Bach, arguant d'un surmenage dû à ses études, demande un congé pour raison de santé et il est remplacé par des pasteurs venus de Genève (pasteurs Mottu et de Benoît de Roulet). En réalité, il entre dans la Résistance et devient colonel FFI, responsable d'un maquis. Pendant ce temps, lui et sa femme aident des réfugiés juifs à fuir l'Allemagne et la France et à entrer en Suisse. Jeanne Bach, restée seule au presbytère après le départ de son mari pour le maquis, poursuit un temps l'action de sauvetage malgré l'hostilité de certains paroissiens, mais le réseau, alimenté par des pasteurs de l'intérieur comme le pasteur Theis du Chambon, et par la CIMADE, est découvert par la police et de nombreux passeurs sont arrêtés et déportés. Jeanne Bach doit bientôt se réfugier à Morzine puis fuir jusqu'au Cateau, dans le Nord, après l'arrestation des Bailly, qui sont des amis et des partenaires dans la filière d'évasion. Environ 150 juifs ou résistants passèrent ainsi en Suisse grâce au point de passage qu'était le temple d'Annemasse et la famille pastorale Bach.
En 1944, Étienne Bach participe à la libération de Paris et à toute la fin de la guerre. Il est réintégré dans l'armée le 1er juin 1945, avec le grade de lieutenant-colonel. Il sera admis à l'honorariat de son grade en 1951.

### Fin de carrière et fin de vie
Étienne Bach quitte définitivement l'armée en 1946 et s'installe à Margilley, près de Champlitte, en Haute-Saône. En 1947, il démissionne de la présidence du mouvement des "Chevaliers du Prince de la Paix" parce qu'il ne pouvait s'identifier à ses nouvelles orientations, exclusivement tournées vers l'aide aux réfugiés. Le mouvement adopte à ce moment un nouveau nom, avec les mêmes initiales : il devient le Mouvement Chrétien pour la Paix ou, en anglais, Christian Peace Service. Il travaille jusqu'en 1970 comme pasteur de la paroisse de Gray. Après le décès de Jeanne, sa deuxième épouse, en 1949, il épouse l'Alsacienne Eugénie Rasser le 2 août 1950. En plus de ses activités de pasteur, Bach continue à s'impliquer dans le travail de réconciliation franco-allemand et établit en 1964 un partenariat entre Gray et la paroisse protestante de Frommern près de Balingen. En 1967, un groupe de jeunes Allemands vient construire à Gray la "chapelle de l'amitié". En 1973, il est invité à célébrer le culte du Vendredi Saint dans la ville de Datteln où il avait contribué à soulager la misère et la famine en 1923.
Il décède à Margilley le 27 février 1986. Il repose dans le cimetière de Gray.

## Pensée

### La tragédie de la paix
En 1942, Étienne Bach publie son œuvre théologique principale sous le titre "La tragédie de la paix, analyse et conclusions d'un chrétien". Cette thèse reprend celle présentée à la Faculté de théologie de Montpellier en 1941. Il y présente un idéal de paix fondé sur la Bible, suivi des moyens et méthodes pour réaliser cette paix au niveau de l'éducation ainsi qu'aux niveaux national et international. C'est dans ce but qu'il a développé l'attitude du "patriotisme chrétien", qu'il a distingué du pacifisme et du nationalisme. Outre le rôle individuel de chaque chrétien, il s'occupe avant tout du rôle de l'Église, auquel il demande un positionnement plus décisif. Ses remarques aboutissent finalement à une vision de paix dans laquelle la formation d'un "Conseil Religieux Universel" ainsi que la redéfinition de l'œcuménisme incluant toutes les religions mondiales conduisent à la réalisation d'une paix mondiale. Conscient que la paix finale ne peut être réalisée que dans l'Empire messianique, Bach met au défi les chrétiens de défendre activement et concrètement la paix dès maintenant. Il se concentre sur l'œuvre de rédemption du Christ et sur sa proclamation dans le Sermon sur la montagne, condition fondamentale d'une paix profonde.

### Penseur de la construction de la paix
Étienne Bach est crédité de nombreuses réflexions sur la construction de la paix qui sont allées au-delà de son mouvement.
- Il théorise que l’incompréhension mutuelle des peuples est cause de guerre : « Les peuples s'ignorent totalement les uns les autres et sont d'une sincérité étonnante dans leur haine. Ils sont dressés contre l'ennemi tel qu'ils se figurent et non pas tel qu'il est. (...) Notre devoir est donc de favoriser tout ce qui peut révéler les peuples les uns aux autres...»[13].
- Il est le premier à attribuer, en 1927, la prière de saint François à ce saint (elle circulait depuis le début du XXe siècle sans mention d'auteur)[14].

## Distinctions
- Croix de guerre 1914-1918 avec deux palmes[5].
- Chevalier de la Légion d'honneur, le 16 juin 1920[5].
- Chevalier dans l'ordre de la Couronne (belge) avec palme[5].

## Postérité

### Développements ultérieurs du mouvement des "chevaliers de la paix"
Lors de la Deuxième Guerre mondiale, seuls les Croisés suisses ont pu poursuivre leurs activités sous la direction de Gertrud Kurz (de), avec une réorientation sur l'aide aux réfugiés (surtout juifs allemands à la fin des années 1930). La publication du Bulletin s'est poursuivie en Suisse jusqu'en 1946 et 19 autres numéros ont été publiés. Vers 1947, les croisés sont devenus le Christian Peace Service (CFD), une organisation surtout implantée en Suisse alémanique et qui a pris à partir de 1980 une orientation féministe. La branche jeunesse du CFD est à l'origine de l'association d'éducation populaire "Solidarités jeunesse", active en France,,.

### Reconnaissance
- Une plaque à la mémoire du pasteur Bach et de son œuvre de rapprochement franco-allemand a été inaugurée à Gray, sur le parking de la chapelle de l’amitié, le 18 octobre 2018[19].
- La paroisse protestante de Datteln décerne un prix Étienne Bach tous les deux ans à "des bâtisseurs de ponts qui donnent de leur temps pour promouvoir la compréhension entre les peuples, les cultures et les religions". Les lauréats peuvent être des individus, des groupes ou des initiatives, ayant, idéalement, un lien avec notre région. La maison paroissiale a également été baptisée "Étienne-Bach Haus"[20].

### Descendance
De son mariage avec Jeanne Cornellie (1890-1949), Étienne Bach a eu 4 enfants :
- Jacqueline, née et décédée en 1920,
- Micheline, née en 1921 à Strasbourg,
- Pierre, né en 1922 à Trèves, qui épouse le 14 avril 1944 à Mornex (Haute-Savoie) Marcelle Falconnet,
- Jean-Jacques, né le 30 décembre 1925 à Strasbourg, qui épouse le 19 avril 1949 à Nancy Francine Lheureux.

## Sources
- « Un Juste : Etienne Bach (1892-1986 », sur notresaga.com (consulté le 30 novembre 2019)
- Patrick Cabanel et Albrecht Knoch, Bach, Etienne Pierre, in Dictionnaire biographique des protestants français de 1787 à nos jours, Paris, Les Éditions de Paris Max Chaleil, 2015, 831 p. (ISBN 978-2-84621-190-1), p. 128-129
- Limore Yagil, Chrétiens et Juifs sous Vichy: sauvetage et désobéissance civile, Cerf, 2005, p. 142-169.